# Волобуево (Дмитровский район)
Волобу́ево — деревня в Дмитровском районе Орловской области. Входит в состав Лубянского сельского поселения.

## География
Расположено в 26 км к востоку от Дмитровска на левом берегу реки Неживки. Высота над уровнем моря — 195 м.

## История
В 1740 году в Волобуево на ночлег останавливалось турецкое посольство.
В XIX веке Волобуево было владельческой деревней. В 1866 году здесь было 56 дворов, проживали 622 человека (308 мужского пола и 314 женского), действовала почтовая станция. К 1877 году число дворов увеличилось до 84, число жителей — до 740 человек. В Волобуево действовали лавка и постоялый двор. В то время деревня входила в состав Лубянской волости Дмитровского уезда Орловской губернии.
Во время Великой Отечественной войны, с октября 1941 года по 10 августа 1943 года, находилась в зоне немецко-фашистской оккупации.

## Население
| 1853 | 1866 | 1877 | 1897 | 1979 | 2002 | 2010 |
| ---- | ---- | ---- | ---- | ---- | ---- | ---- |
| 584  | ↗622 | ↗740 | ↘737 | ↘135 | ↘59  | ↘25  |